# WASP-3 c
WASP-3 c – niepotwierdzona planeta pozasłoneczna znajdująca się w kierunku konstelacji Lutni w odległości około 727 lat świetlnych od Ziemi. Jej odkrycie przez międzynarodowy zespół astronomów kierowany przez dra Gracjana Maciejewskiego z Uniwersytetu Mikołaja Kopernika w Toruniu zostało ogłoszone w 2010 roku. Byłaby to druga planeta w układzie gwiazdy WASP-3.
Planeta WASP-3 c została odkryta dzięki analizie odchyłek w ruchu większej planety WASP-3 b znajdującej się bliżej gwiazdy. Odchyłki te wynoszące kilka minut w okresie orbitalnym wykryto dzięki zebraniu danych obserwacyjnych o dokładności rzędu 0,1%. W tym celu korzystano z teleskopów znajdujących się w Niemczech oraz w Obserwatorium Astronomicznym na Rożenie w Bułgarii wyposażonych w specjalistyczną aparaturę do precyzyjnych pomiarów jasności ciał niebieskich.
W skład zespołu, który ogłosił odkrycie planety, wchodzili: dr Gracjan Maciejewski (UMK Toruń), dr hab. Andrzej Niedzielski (UMK Toruń), mgr Dinko Dimitrow (Bułgaria) oraz prof. Ralph Neuhaeuser i dr Markus Mugrauer wraz z doktorantami i studentami z Uniwersytetu Friedricha Schillera w Jenie.
Późniejsze obserwacje tranzytów WASP-3 b oraz prędkości radialnej gwiazdy macierzystej wykonane przez różne zespoły naukowców, w tym również zespół dra Maciejewskiego, nie potwierdziły istnienia tej planety.
Planeta ta ma masę wynoszącą 0,05 masy Jowisza. Jest jedną z najmniejszych znanych planet pozasłonecznych. Obiega swoją gwiazdę z okresem wynoszącym ok. 90 godzin.